# Pista de bàsquet

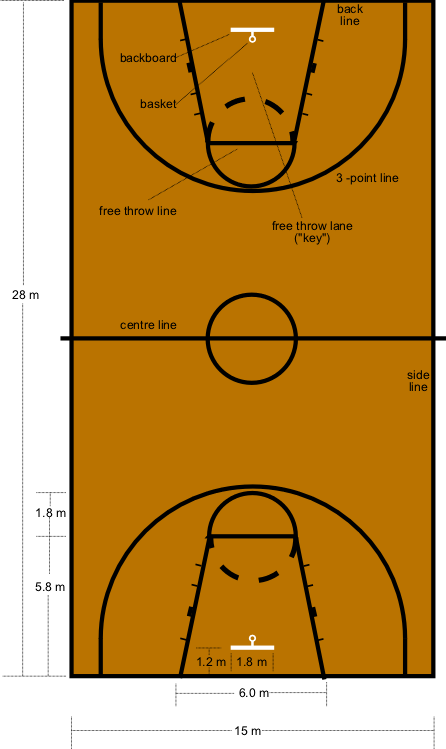
Imatge sobre una pista de bàsquet de la FIBA

En el bàsquet, la pista de bàsquet és la superfície on es desenvolupa el joc. En el bàsquet professional, especialment jugant sota cobert, normalment està feta de parquet. En pistes exteriors s'utilitzen asfalt, ciment o materials similars.

## Dimensions
La pista de bàsquet és simètrica tant de llargada com d'amplada. Tot i així poden tenir diferents mides:
- A l'NBA, el terreny de joc mesura 28.65 m per 15.24 m (94 peus per 50 peus).
- A la FIBA, el terreny de joc és una mica més petit: 28 m per 15 m.[1]

El diàmetre del cercle central és de 12 peus. La cistella sempre està a 10 peus (3.05 metres) l'alçada. Les pistes de bàsquet tenen un arc de tres punts enfront de les dues cistelles: Encistellar des del darrere d'aquest arc val tres punts, en canvi fer-ho des d'aquesta línia, o amb un peu del jugador tocant-la, val 2 punts. La distància de la línia de tres punts respecte a la cistella ha variat molt. A l'NBA actualment és a 7 metres aproximadament (23′ 9″), i a la FIBA a 6,75 metres (20′ 6″). La línia de tirs lliures fa 12 peus d'ample i es troba a 15 peus de la cistella.

### Esquemes

Esquema d'una pista de bàsquet amb els marcadors de la FIBA (en blanc), de l'NBA (en blau) i de l'NCAA (en negre).
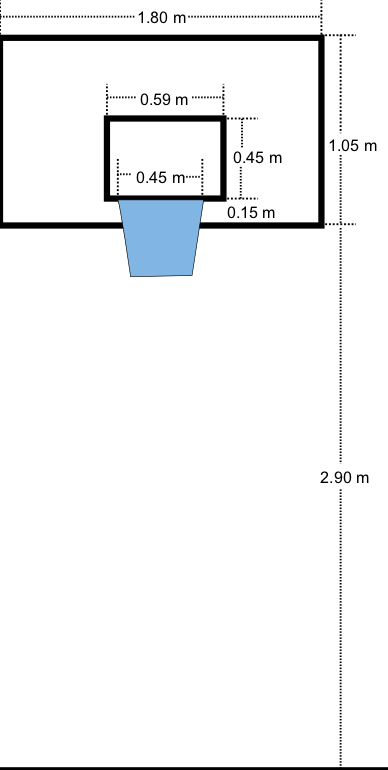
Esquema de la cistella.

### Taula[3]
| Àrea                                                                                            | Àrea                                                                                            | NBA                       | NBA                      | FIBA                         | FIBA                     | WNBA              | WNBA              | NCAA              | NCAA              |
| Àrea                                                                                            | Àrea                                                                                            | Anglosaxó                 | Mètric                   | Anglosaxó                    | Mètric                   | Anglosaxó         | Mètric            | Anglosaxó         | Mètric            |
| ----------------------------------------------------------------------------------------------- | ----------------------------------------------------------------------------------------------- | ------------------------- | ------------------------ | ---------------------------- | ------------------------ | ----------------- | ----------------- | ----------------- | ----------------- |
| Longitud de la pista                                                                            | Longitud de la pista                                                                            | 94 ft                     | 28.65 m                  | 91.86 ft                     | 28 m                     | Igual que a l'NBA | Igual que a l'NBA | Igual que a l'NBA | Igual que a l'NBA |
| Amplada de la pista                                                                             | Amplada de la pista                                                                             | 50 ft                     | 15.24 m                  | 49.21 ft                     | 15 m                     | Igual que a l'NBA | Igual que a l'NBA | Igual que a l'NBA | Igual que a l'NBA |
| Alçada de la cistella                                                                           | Alçada de la cistella                                                                           | 10 ft                     | 3.05 m                   | Igual que a l'NBA            | Igual que a l'NBA        | Igual que a l'NBA | Igual que a l'NBA | Igual que a l'NBA | Igual que a l'NBA |
| Arc sense zona de càrrega                                                                       | Arc sense zona de càrrega                                                                       | 4 ft                      | 1.22 m                   | 4.10 ft                      | 1.25 m                   | Igual que a l'NBA | Igual que a l'NBA | Igual que a l'NBA | Igual que a l'NBA |
| Diàmetre del cercle central                                                                     | Diàmetre del cercle central                                                                     | 12 ft                     | 3.66 m                   | 11.81 ft                     | 3.6 m                    | Igual que a l'NBA | Igual que a l'NBA | Igual que a l'NBA | Igual que a l'NBA |
| Distància de la línia de 3 punts                                                                | Distància de la línia de 3 punts                                                                | 23.75 ft 22 ft in corner* | 7.24 m 6.70 m in corner* | 22.15 ft 21.65 ft in corner† | 6.75 m 6.60 m in corner† | Igual que a l'NBA | Igual que a l'NBA | 20.75 ft          | 6.32 m            |
| Zona ombrejada o àrea restringida                                                               | Zona ombrejada o àrea restringida                                                               | 16 ft                     | 4.88 m                   | 16.08 ft                     | 4.9 m                    | Igual que a l'NBA | Igual que a l'NBA | 12 ft             | 3.66 m            |
| Distància de la línia de llançament lliure des del punt del terra situat a sota de la cistella. | Distància de la línia de llançament lliure des del punt del terra situat a sota de la cistella. | 15 ft                     | 4.57 m                   | 15.09 ft                     | 4.6 m                    | Igual que a l'NBA | Igual que a l'NBA | Igual que a l'NBA | Igual que a l'NBA |

* La línia de tres punts de l'NBA es troba a 3 peus (0.91 metres) de la línia lateral en una zona que comença a la línia de base i finalitza on hi ha l'arc de 23,75 peus (7.24 metres). La distància de 22 peus (6,70 metres) només existeix en els punts de la línia de tres punts que es troben directament a l'esquerra i a la dreta del centre de la cistella.
† La línia de tres punts FIBA es troba 2,95 peus (6.75 metres) del costat lateral en una zona que comença a la línia de base i finalitza on hi ha l'arc de 22,75 m. La distància de 21.65 peus (6.60 metres) només existeix en els punts de la línia de tres punts que es troben directament a l'esquerra i a la dreta del centre de la cistella.

## Seccions de la pista de joc

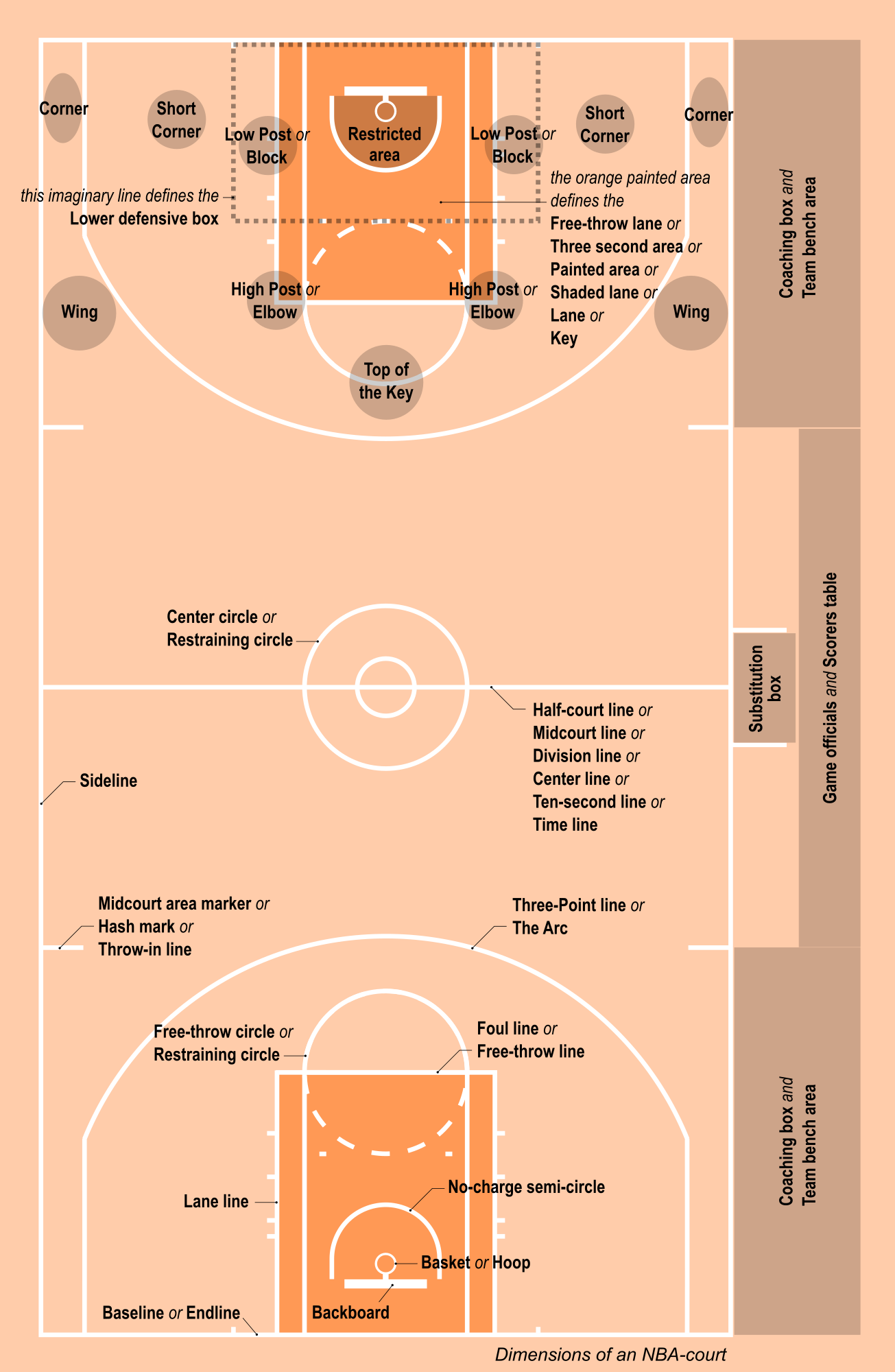
Termes més importants relacionats amb la pista de bàsquet.

### Cercle central
Els dos únics jugadors autoritzats a entrar en aquesta zona abans del llançament inicial són els jugadors que disputaran la pilota en el servei inicial (no sempre són el pivots). Els dos jugadors salten quan l'àrbitre llença la pilota a l'aire, i cada un dels quals intenta tocar la pilota amb la mà cap a jugadors del seu propi equip.

### Línia de tres punts (o de 6.25)
La línia de tres punts és la línia que separa l'àrea de dos punts (més propera a la cistella) de l'àrea de tres punts; qualsevol cistella feta més enllà d'aquesta línia compta com a tres punts. Si el jugador trepitja o sobrepassa aquesta línia, la cistella valdrà dos punts. Qualsevol falta feta contra el jugador que està llançant més enllà de la línia de tres punts, li dona a aquest jugador tres tirs lliures si el seu llançament no ha entrat, i un de sol si ha encistellat malgrat la falta rebuda.
La distància de la línia de tres punts del centre de la cistella varia segons el nivell o la lliga i ha canviat diverses vegades al llarg de la història del basquetbol. Aquestes són les distàncies actuals segons la lliga i el nivell:
- 19.75 ft (6.02 m): Jugadors de Batxillerat
- 20.75 ft (6.32 m): A l'NCAA
- 21.65 ft (6.60 m) a 22.15 ft (6.75 m): A la WNBA i la FIBA[6]
- 22 ft (6.71 m) a 23.75 ft (7.24 m): A l'NBA

L'NBA va adoptar la línia de tres punts al començament de la temporada 1979–1980. Es tracta d'una distància variable, que oscil·la entre els 22 peus (6.7 metres) de les cantonades als 23.75 peus (7.24 metres) des del darrere de la part superior de la cistella. Durant les temporades 1994–1995, 1995–1996 i 1996–1997, l'NBA va intentar fer front a la disminució de la puntuació reduint la distància total de la línia fins als 6,7 m a la cistella de manera uniforme. Tanmateix es va retornar a les mides inicials després de la temporada 1996-1997. La FIBA i l'NCAA van adoptar la línia de tres punts el 1985.
A la majoria d'associacions de secundària dels Estats Units, la distància és de 19,75 peus. Aquesta era també la distància del bàsquet universitari. El 26 de maig de 2007, el comitè de les normes de joc de la NCAA va acordar traslladar la línia de tres punts de nou 20,75 peus per als homes. Aquesta norma va entrar en vigor per a la temporada 2008-2009. La línia de tres punts per a les dones (NCAA) va tornar a ser de 20,75 peus al començament de la temporada 2011–2012.
La distància internacional, usada a la majoria de països fora dels Estats Units i en les competicions FIBA i WNBA, oscil·la actualment de 6.6 metres (21.65 peus) a 6.75 metres (22.15 peus).

### Perímetre
El perímetre es defineix com les zones que es troben fora del passadís de llançament lliure i dins de la línia de tres punts. Els llançaments convertits (realitzats amb èxit) des d'aquesta zona s'anomenen "llançaments perimetrals" o llançaments de gamma mitjana". Si el peu d'un jugador trepitja la línia de tres punts, es considerarà un llançament perimetral.

### Àrea del pal baix
L'àrea del pal baix són les zones més properes a la cistella però fora del passadís lliure. Aquesta àrea és fonamental per a l'estratègia del bàsquet. Els jugadors especialitzats en aquesta zona poden anotar molts punts per partit sense fer mai cap salt.

### Àrea restringida

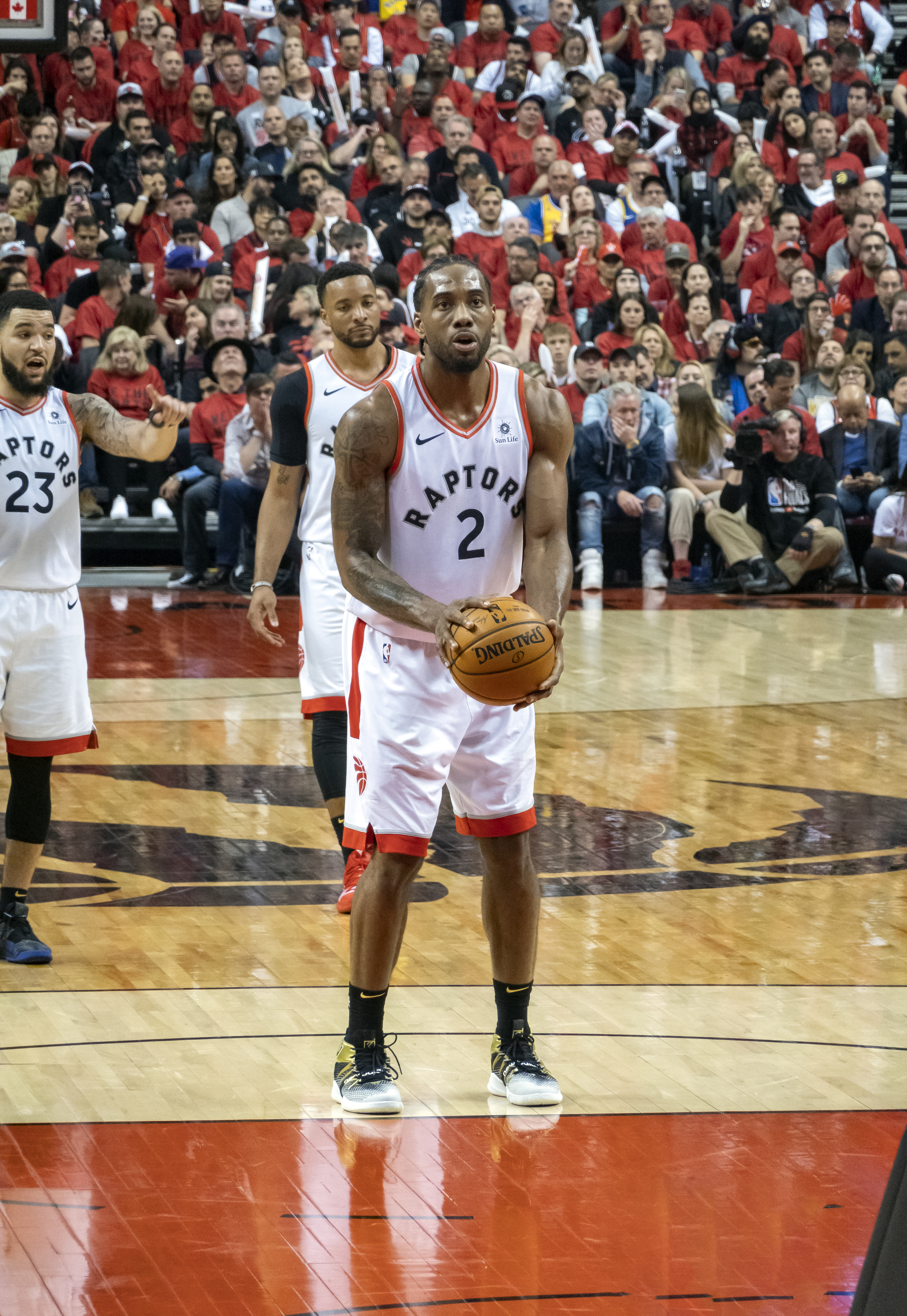
Kawhi Leonard a la línia de llançament lliure durant la final de l'NBA del 2019.

L'àrea restringida, zona de llançament lliure o ombrejada, és la zona normalment pintada a sota de la cistella; per a l'NBA té una amplada de 16 peus (4.9 metres), per a la NCAA, l'amplada és de 12 peus (3.7 metres). En ambdós casos s'estén 15 peus (4.6 metres) des del tauler. A la part superior del rectangle hi ha la línia de llançament lliure, darrere de la qual els jugadors llancen la pilata quan se'ls fa falta. Al voltant de la línia de llançament lliure hi ha un cercle dibuixat que té un radi de 6 peus (1.8 metres); s'utilitza per a les instàncies del salt de pilota, com es fa al cercle central. Dues línies de hash de 6 polzades, a 3 peus de la línia de llançament lliure i 5 peus i 8 polzades des de la línia de llançament lliure, mostren la zona defensiva inferior lligada a l'àrea restringida.
Per als tornejos FIBA, des d'octubre de 2010 l'àrea restringida ha estat un rectangle de 4,9 m d'amplada i 5,8 m de llarg. Anteriorment era un trapezi de 3,7 metres d'amplada a la línia de llançament lliure i 6 metres (19 peus i 6,25 polzades) de la línia final.
L'àrea restringida s'utilitza principalment per evitar que els jugadors es quedin sota la cistella de l'equip adversari massa estona (màxim tres segons).
L'arc de la zona sense càrrega és un arc semicircular dibuixat a l'entorn de la zona que hi ha directament sota la cistella. Tret d'algunes excepcions, els membres de l'equip defensor no poden treure faltes de càrrega en aquesta zona. L'arc de la zona sense càrrega en totes les regles nord-americanes s'estableix per sobre del nivell de secundària (NCAA masculí i femení, NBA i WNBA) en un radi de 4 peus (1.22 metres) per sota del centre de la cistella. La regla d'arc sense zona de càrrega va aparèixer per primera vegada a qualsevol nivell de bàsquet de l'NBA la temporada 1997-1998. L'arc de zona restringida de l'NCAA es va establir originalment per a les temporades 2011–2012 en les competicions masculines i femenines en un radi de 3 peus (0,91 metres) des de sota del centre de la cistella i es va ampliar per uniformitzar el radi a 4 peus la temporada 2015-2016.

### Altres línies
Als terres de pista de l'NBA, s'hi dibuixen dues marques de hash a les línies finals prop de l'àrea restringida per marcar la zona coneguda com a zona defensiva inferior. Un jugador defensiu pot afer una falta de càrrega dins de l'arc restringit si el jugador ofensiu rep la pilota i/o inicia la seva conducció dins d'aquesta zona.
A més, hi ha dibuixades dues línies a cada una de les línies de marge, a 28 peus de cadascun dels extrems, el que designa l'extensió de la zona i del banc d'entrenadors. Aquesta línia marca el més llunyà que pot estar un entrenador (a part dels marges). Darrere d'aquesta zona es troba la banqueta de l'equip.
A la línia de mitja pista de les pistes de l'NBA, hi ha dues línies que s'estenen fora de la pista de joc que designen el lloc on els suplents esperen abans que puguin entrar al terreny de joc; directament darrere d'aquesta zona es troben els diferents àrbitres fora dels de pista com ara el cronometrador o l'àrbitre de reserva.

### Canvis de la FIBA
El 26 d'abril de 2008, FIBA va anunciar diverses modificacions d'algunes normes importants que comportaven les marques de la pista. Aquests canvis van entrar en vigor a les principals competicions internacionals l'1 d'octubre de 2010, després dels campionats mundials masculins i femenins d'aquell any, i van esdevenir obligatoris per a les altres competicions l'1 d'octubre de 2012 (tot i que les federacions nacionals van poder adoptar la nova marca abans del 2012). Els canvis van ser els següents:
- La forma de l'àrea restringida va canviar d'un trapezi a un rectangle tal com era a l'NBA, i amb dimensions NBA.
- La línia de tres punts es va tornar a situar 6,25 metres (20 peus i 6,1 polzades), enfront dels 23 peus i 9 polzades (7.24 metres) de l'NBA a la part superior de l'arc.
- La FIBA va adoptar l'arc de l'àrea restringida de l'NBA amb un radi sensiblement més ampli d'1,25 metres (4 peus 1.2 puolzades).